# Emma Dobigny

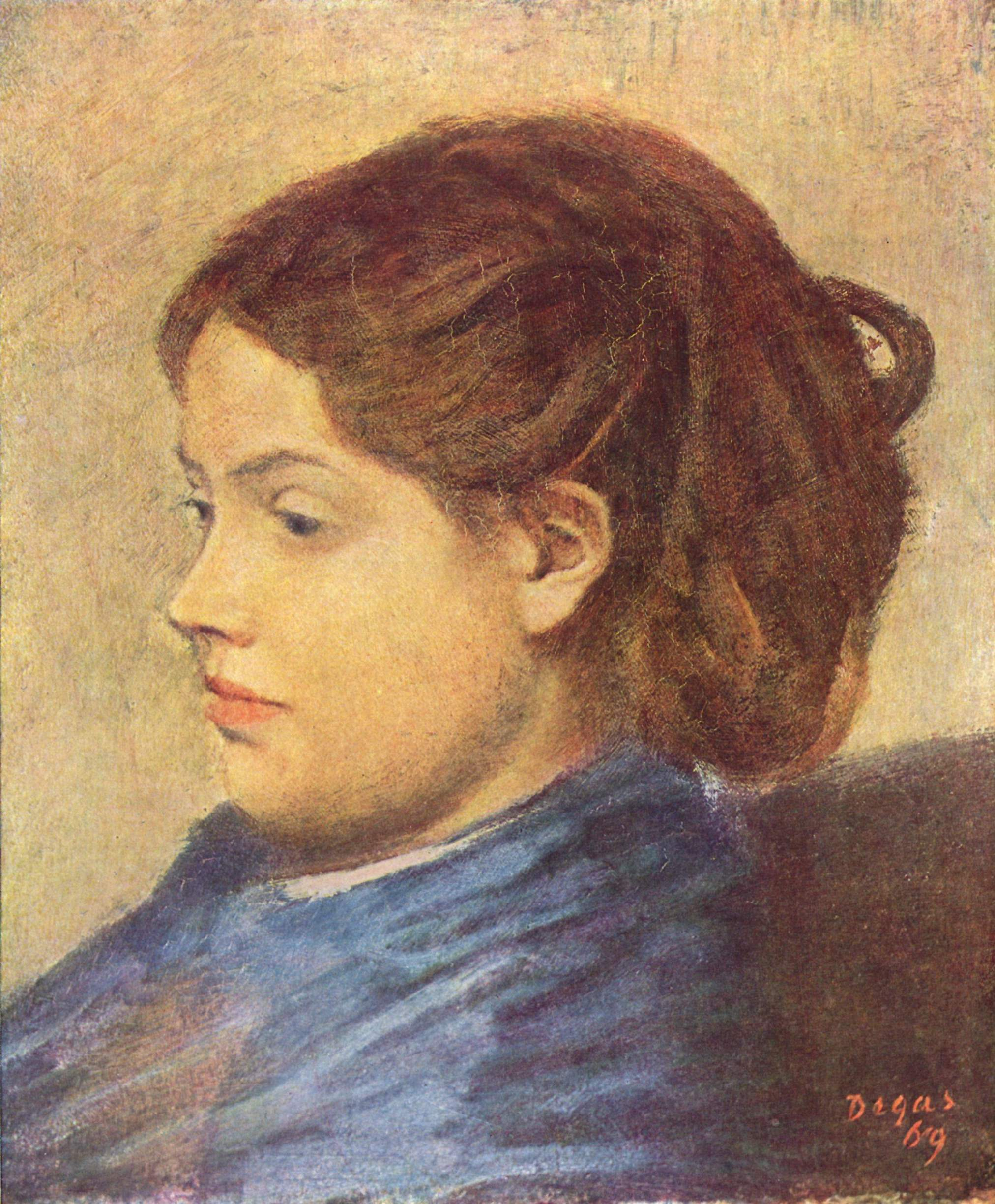
Porträt Mademoiselle Dobigny von Edgar Degas (1869)

Emma Dobigny (* 21. Januar 1851 als Marie Emma Tuilleux in Montmacq (Oise); † 1. April 1925 in Paris) war das Modell berühmter Maler, unter anderem von Camille Corot, Edgar Degas, Pierre  Puvis de Chavannes und Jean-Jaques Henner.

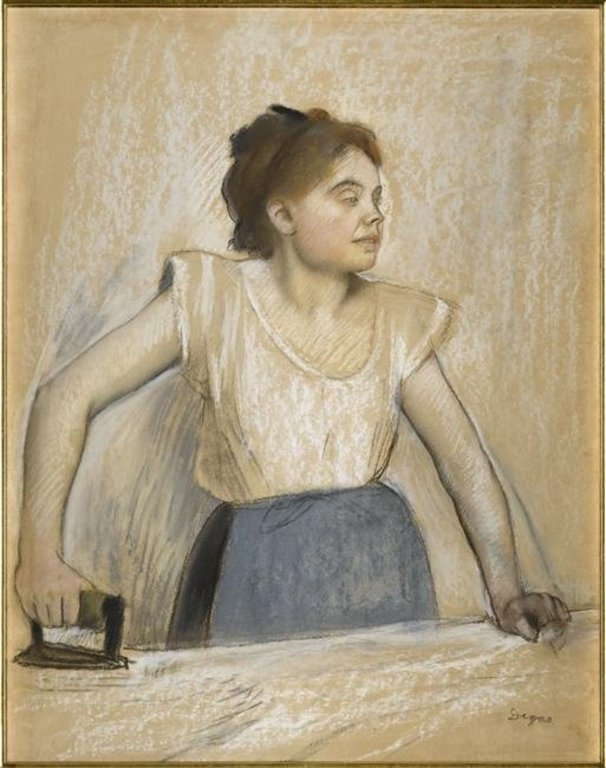
La repasseuse von Edgar Degas (1869)

## Leben
Ihre Eltern hatten ein kleines Kabarett in Montmacq (Oise). Corot malte öfter in diesem Dorf und wahrscheinlich bemerkte er die Schönheit des Kindes. Er empfahl den Eltern, es als Modell in Paris zu versuchen, sie zog mit ihrer Mutter im Jahr 1861 dorthin und begann, Modell zu stehen. Sie inspirierte Edgar Degas von 1865 bis 1869. Laut dem Kunsthistoriker Henry Loyrette malte Degas sie als „jeune femme sensible“ (Junge sensible Frau), und sie war zweifellos mehr als nur ein Modell für ihn. Er malte sie in den Bildern Les Repasseuses (Die Büglerinnen) und Emma Dobigny. Als „Frau-Kind“ symbolisierte sie Unschuld und Sorglosigkeit. Für Jean-Jacques Henner stand sie für das Bild Naïdes Modell, sie ist auf der Skizze im Musée Henner zu sehen, erscheint aber nicht auf dem endgültigen Gemälde. Nach ihrer Karriere als Modell verschwand sie in der Anonymität der Großstadt und starb mit 74 Jahren.

## Der Modell-Markt in Paris im 19. Jahrhundert
Modell zu stehen war zu der Zeit für junge Frauen sehr einträglich: Während eine einfache Arbeiterin ca. 1,5 Francs pro Tag verdiente, erhielt ein gesuchtes Modell bis zu 5 Francs für 4 Stunden. Daher zog diese Betätigung viele jungen Frauen, wie Blumenverkäuferinnen und Schneiderinnen, an. Manche machten später Karriere als Kurtisane. Die erfolgreiche Beschäftigung als Modell dauerte nicht lang, mit Mitte 20 galt sie als alt. Wegen des hohen Lohnes teilten sich junge Künstler ein Modell oder sie partizipieren an den Sitzungen eines arrivierten Künstlers. Jeden Montagmorgen fand an der Place Pigalle ein „Modell-Markt“ statt, auf dem sich Modelle und Künstler trafen. In Paris gab es 671 professionelle Modelle.